# Aljakszandr Uladzimiravics Jermakovics
Aljakszandr Uladzimiravics Jermakovics (belaruszul: Аляксандр Ермаковіч; Lunyinyec, Szovjetunió, 1975. január 21. –) belarusz labdarúgó-középpályás, edző.

## Pályafutása

### Edzőként
2008-től 2013-ig a BATE Bariszav segédedzője, majd 2013 októberében kinevezték a csapat vezetőedzőjévé. Négyszer vezette aranyéremre a csapatát a fehérorosz bajnokságban, megnyerték a kupát és háromszor a szuperkupát. Kétszer vezette együttesét a UEFA-bajnokok ligája csoportkörébe.
2018. január 9-én a CSZKA Moszkvához került pályaedzőnek. 2021 áprilisában az FK Krasznodarhoz távozott.

## Sikerei, díjai

### Klubcsapatokkal
BATE Bariszav
- Fehérorosz bajnokság (5): 1999, 2002, 2006, 2007, 2008
- Fehérorosz bajnokság ezüstérmes (4): 1998, 2000, 2003, 2004
- Fehérorosz kupagyőztes (1): 2005–06

### Edzőként
BATE Bariszav
- Fehérorosz bajnokság (4): 2013, 2014, 2015, 2016
- Fehérorosz kupagyőztes (1): 2014–15
- Fehérorosz szuperkupa-győztes (3): 2014, 2015, 2016